# Abronia fimbriata
Abronia fimbriata (гватемальська абронія) — вид веретільницеподібних ящірок родини веретільницевих (Anguidae). Ендемік Гватемали.

## Поширення і екологія
Гватемальські абронії мешкають в горах Серра-де-Ксуканеб, Сьєрра-де-лас-Мінас, Сьєрра-де-Чуакус та на крайньому сході гір Сьєрра-де-лос-Кучуматанес. Вони живуть в гірських хмарних лісах, на висоті від 1400 до 2100 м над рівнем моря. Ведуть деревний спосіб життя.

## Збереження
МСОП класифікує цей вид як такий, що перебуває під загрозою зникнення. Abronia fimbriata загрожує знищення природного середовища.